# アレクサンドロス1世 (エピロス王)
アレクサンドロス1世（希: Ἀλέξανδρος Α' τῆς Ἠπείρου, ラテン文字転記：Alexandros I, 紀元前370年 - 紀元前331年）は、エピロス王（在位：紀元前350年 - 紀元前331年）である。

## 生涯
エピロス王ネオプトレモス1世の息子として生まれた。姉オリュンピアスはマケドニア王ピリッポス2世の妃であり、アレクサンドロス1世はアレクサンドロス大王の叔父にあたる。若年時にピリッポス2世の宮廷で育ち、ギリシャ風の生活を好んだ。20歳の時、ピリッポス2世はアレクサンドロスの叔父アリュバスを廃位し、アレクサンドロスをエピロス王位に即けた。
紀元前337年、姉オリュンピアスは夫ピリッポス2世により追放された。オリュンピアスは弟アレクサンドロスの元に戻り、弟にピリッポスと戦うよう説得した。しかし、アレクサンドロスはこれを拒否し、ピリッポスとオリュンピアスとの間の娘で姪にあたるクレオパトラと結婚することにより、ピリッポスと再び同盟を結んだ（紀元前336年）。しかし、その結婚式の場で、ピリッポスはパウサニアスにより殺害された。
紀元前334年、アレクサンドロス1世はギリシャの植民地ターレスからの要請により、ルカニア人やブルッティ人と戦うためイタリアに向かった。パエストゥム近郊で、サムニウム人やルカニア人に勝利したのち、紀元前332年にアレクサンドロスはローマ人と条約を結んだ。さらに、アレクサンドロスはルカニア人からヘラクレアを、ブルッティ人からテリナおよびシポントゥムの町を奪った。しかし、亡命ルカニア人の裏切りにより、アレクサンドロスはパンドシアの戦いにおいて不利な状況に追い込まれ、ルカニア人に暗殺された。アレクサンドロスは妃クレオパトラとの間に息子ネオプトレモス2世と娘カドメイアをもうけた。